# Helena Rowland
Pour les articles homonymes, voir Rowland.

a Compétitions nationales et continentales officielles uniquement.

b Matchs officiels uniquement.
Dernière mise à jour le 29 juillet 2025.
Helena Rowland, née le 19 septembre 1999, est une joueuse internationale anglaise de rugby à XV et à sept évoluant au poste de demi d'ouverture. Elle joue au Loughborough Lightning.

## Biographie
Née le 19 septembre 1999, Helena Rowland débute le rugby à XV à six ans au Aylesbury RFC. Elle joue ensuite au Welwyn RFC et rejoint les Saracens en 2017. Elle y joue une saison, remportant un titre national.
Elle se consacre ensuite au rugby à sept avec l'équipe de Grande Bretagne, et participe aux Jeux olympiques de Tokyo ; mais à la suite de la pandémie de Covid-19, la RFU licencie ses joueuses. Elle revient donc au rugby à XV, dans les rangs du Loughborough Lightning.
Elle fait ses débuts en équipe d'Angleterre à XV contre l'Italie pendant le Six Nations 2020, conclu par un Grand Chelem anglais.
Elle est retenue en septembre 2022 pour disputer la Coupe du monde en Nouvelle-Zélande. Elle se blesse gravement à la cheville lors de la demi-finale contre le Canada : elle rate également la finale et reste une année sans jouer. Elle ne reprend la compétition qu'en avril 2023 lors de la dernière journée du Six Nations face à la France.
À l'automne suivant, elle fait partie des trente joueuses qui repartent en Nouvelle-Zélande pour participer à la première édition du WXV, remportée par les Red Roses.
Lors du Tournoi des Six Nations 2024, elle se casse un doigt contre l'Italie au cours de la première journée : elle rate le reste de la compétition.
En juillet 2025, elle est sélectionnée pour la Coupe du monde en Angleterre.

## Palmarès

### En club
- Vainqueur du Championnat d'Angleterre en 2018 avec les Saracens.

### En équipe nationale
- Vainqueur du Tournoi des Six Nations en 2020, 2021, 2022, 2023, 2024 et 2025.
- Vainqueur du WXV en 2023 et 2024.